# 蓮井藤吉
蓮井 藤吉（はすい とうきち、1872年2月26日（明治5年1月18日）- 1941年（昭和16年）7月9日）は、明治から昭和前期の農業経営者、政治家、実業家。衆議院議員。

## 経歴
香川県寒川郡神前村（大川郡寒川村、寒川町を経て現さぬき市寒川町神前）で、蓮井吉平の長男として生まれた。
大川郡会議員、同郡参事会員となる。1898年（明治31年）香川県会議員に選出され、以後6期在任し県会議長、参事会員も務めた。1902年（明治35年）神前村会議員となり、6期務めた。1920年（大正9年）5月、第14回衆議院議員総選挙に香川県第四区から立憲政友会所属で出馬して当選し、衆議院議員を1期務めた。
また、香川地方森林会議員、香川県水産組合長、屋島登山鉄道常務取締役、日本殖産監査役などを務めた。また、1913年（大正2年）に讃岐実業新聞社（現四国新聞）専務取締役編集主幹に就任した。